# La Vall de Boí
La Vall de Boí és un municipi de la comarca de l'Alta Ribagorça el centre del qual és la vall de Boí, que dona nom al municipi. És un conjunt de valls i serralades de la part nord-oriental de la comarca, de la qual és el municipi més extens, entre la Vall de Barravés i la Vall Fosca.
El cap del municipi és Barruera, que li havia donat nom fins al 1996. Inclou l'entitat municipal descentralitzada de Durro i Saraís, procedent de l'antic municipi, ara integrat en el de la Vall de Boí, de Durro.

L'actual terme de la Vall de Boí era, fins al 1965, dos municipis diferenciats: el de Barruera i el de Durro. Ara bé, anteriorment, sobretot en l'etapa 1812 - 1847, pràcticament tots els pobles de la vall tenien el seu ajuntament propi, al qual hagueren de renunciar i ajuntar-se formant unitats municipals superiors en no arribar cap d'ells al mínim de 30 veïns (caps de casa) necessaris segons la Llei municipal del 1845
|          | Naut Aran (Vall d'Aran) | Espot (Pallars Sobirà)                                                  |
| Vilaller |                         | La Torre de Cabdella (Pallars Jussà) Sarroca de Bellera (Pallars Jussà) |
|          | El Pont de Suert        |                                                                         |

## Etimologia
És un topònim ja plenament romànic, i de caràcter descriptiu. Es tracta de la vall dominada, o controlada, des del castell de Boí. Està documentat al segle xi com vall de buin i valle bovino. Podria provenir del llatí fovins, «clot»; del cèltic butina, «fita»; o directament de bovinum, «vall dels bous». Josep Pla en dona una altra etimologia: «El nom de la vall no ve pas, segons sembla, de boví, com s'arribà a creure, sinó de bullir, i així les aigües bullents foren les qui hi posaren el nom.»

## Geografia
- Llista de topònims de la Vall de Boí (Orografia: muntanyes, serres, collades, indrets..; hidrografia: rius, fonts...; edificis: cases, masies, esglésies, etc).

Format pels dos antics municipis de Barruera i Durro, la descripció geogràfica, del terme actual es troba repartit en els articles dedicats a aquests dos antics termes.
Malgrat que procedeixi de dos municipis antigament administrativament separats, el terme de la Vall de Boí és molt homogeni, ja que acull la Vall de Boí, que li dona nom, a l'entorn de la vall mitjana i alta de la Noguera de Tor, i de totes les seves valls subsidiàries.
De la vall de la Noguera de Tor, només en queda exclosa la vall baixa, que pertanyia a l'antic terme de Llesp, actualment integrat en el del Pont de Suert.

### Entitats de població
| Entitat de població | Habitants (2023) |
| Taüll               | 278              |
| Barruera            | 240              |
| Boí                 | 234              |
| Erill la Vall       | 99               |
| Pla de l'Ermita     | 99               |
| Durro               | 82               |
| Cóll                | 32               |
| Saraís              | 8                |
| Cardet              | 5                |
| Caldes de Boí       | 3                |
| Font: Idescat       |                  |

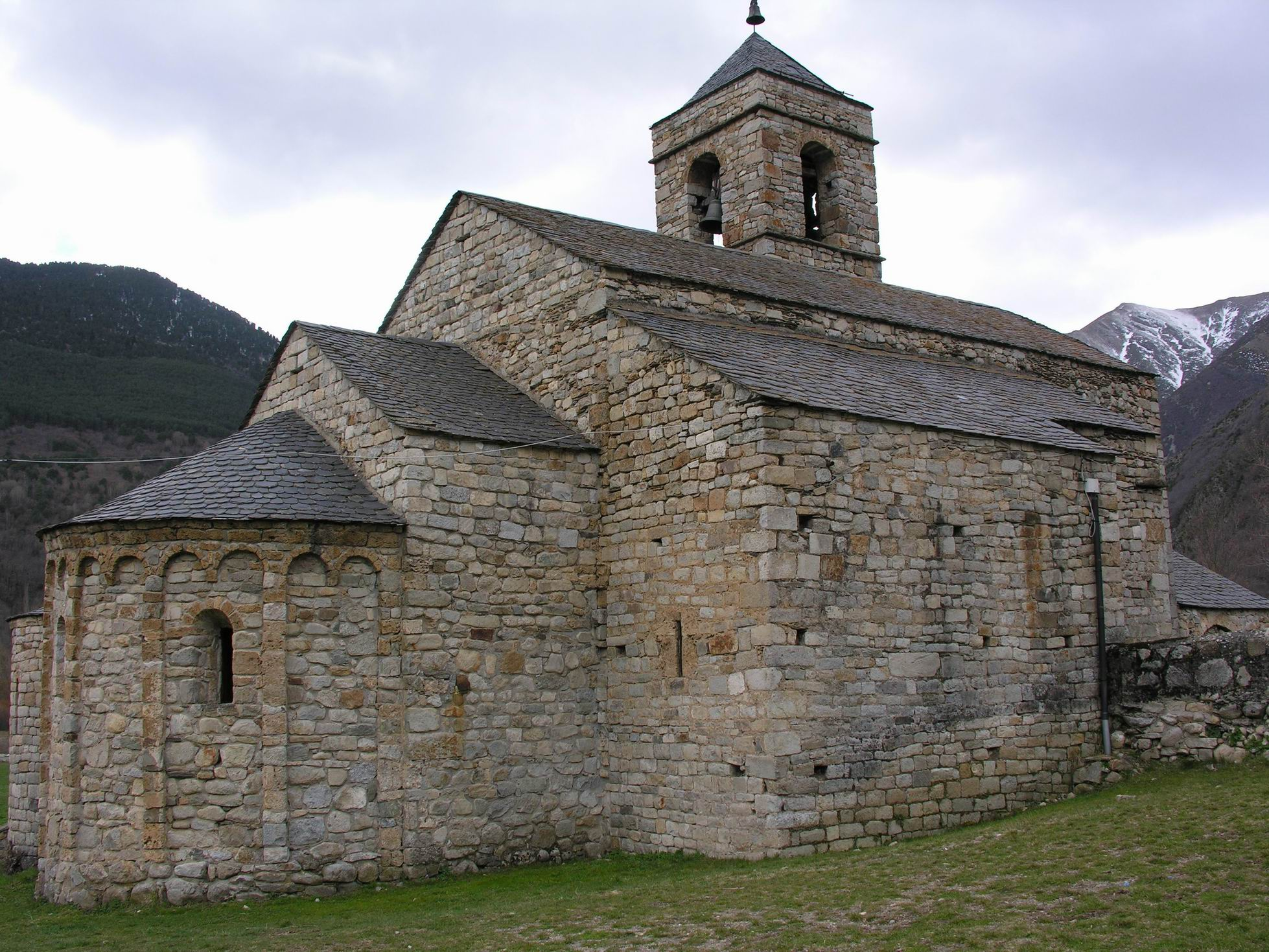
Barruera
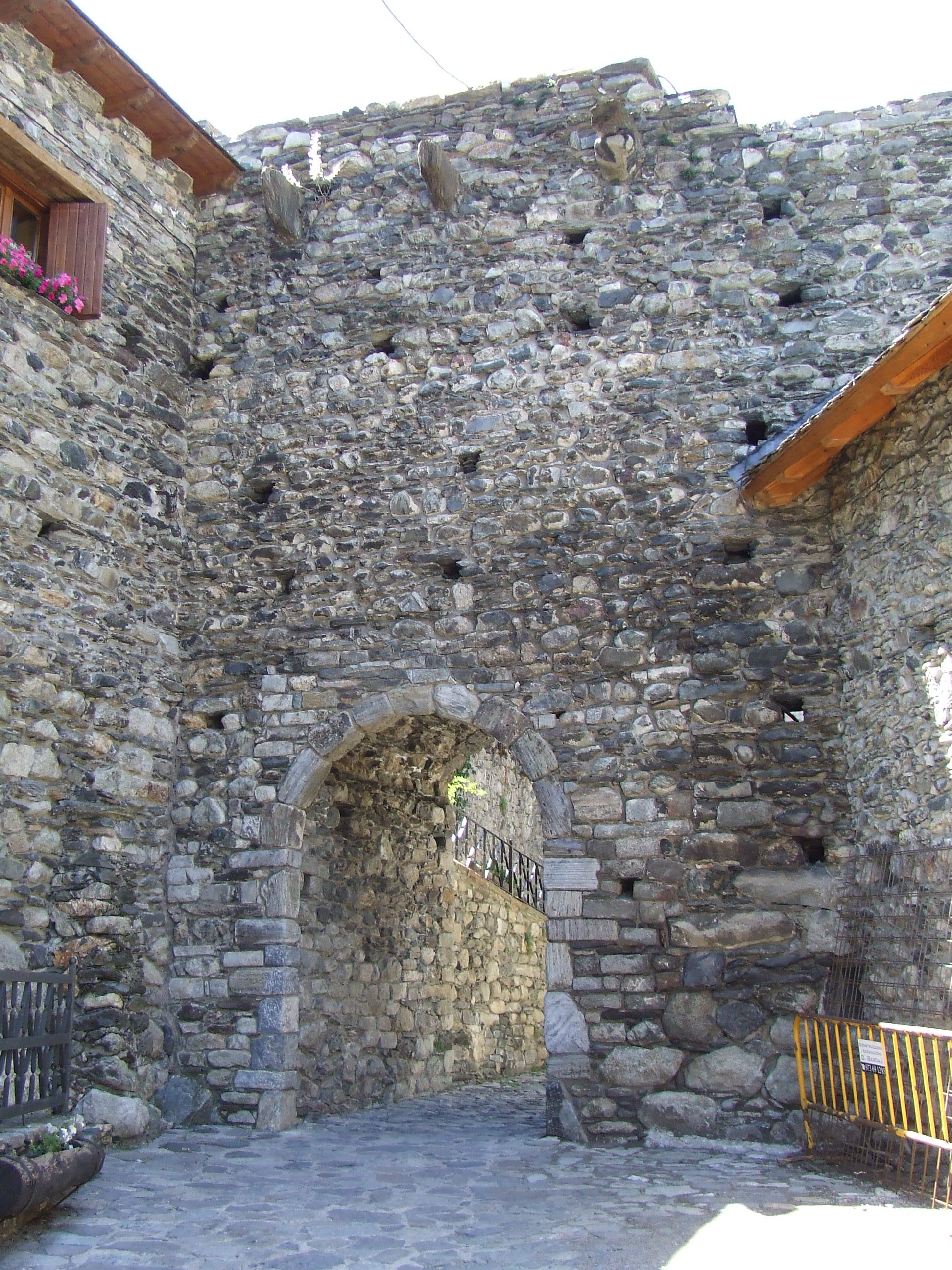
Boí
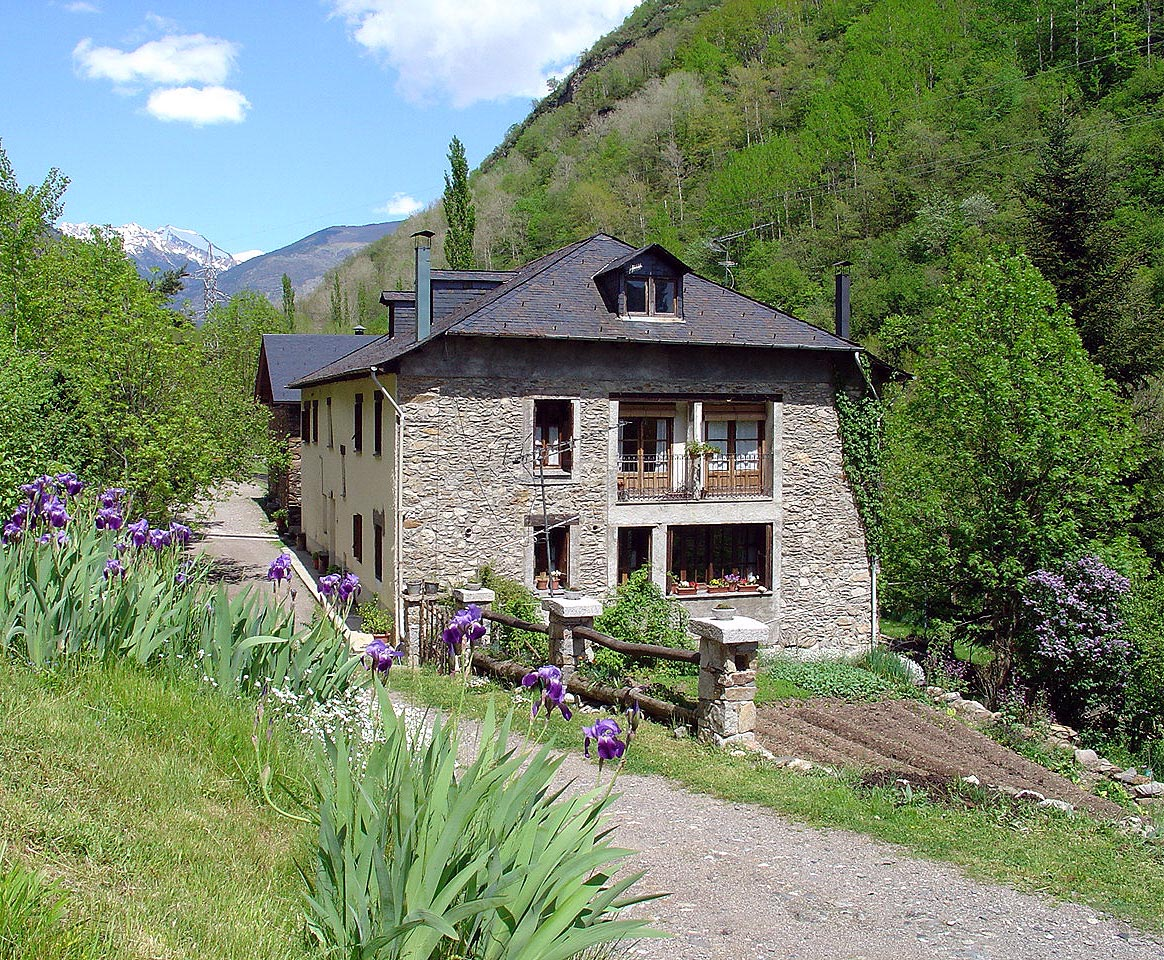
Les Cabanasses
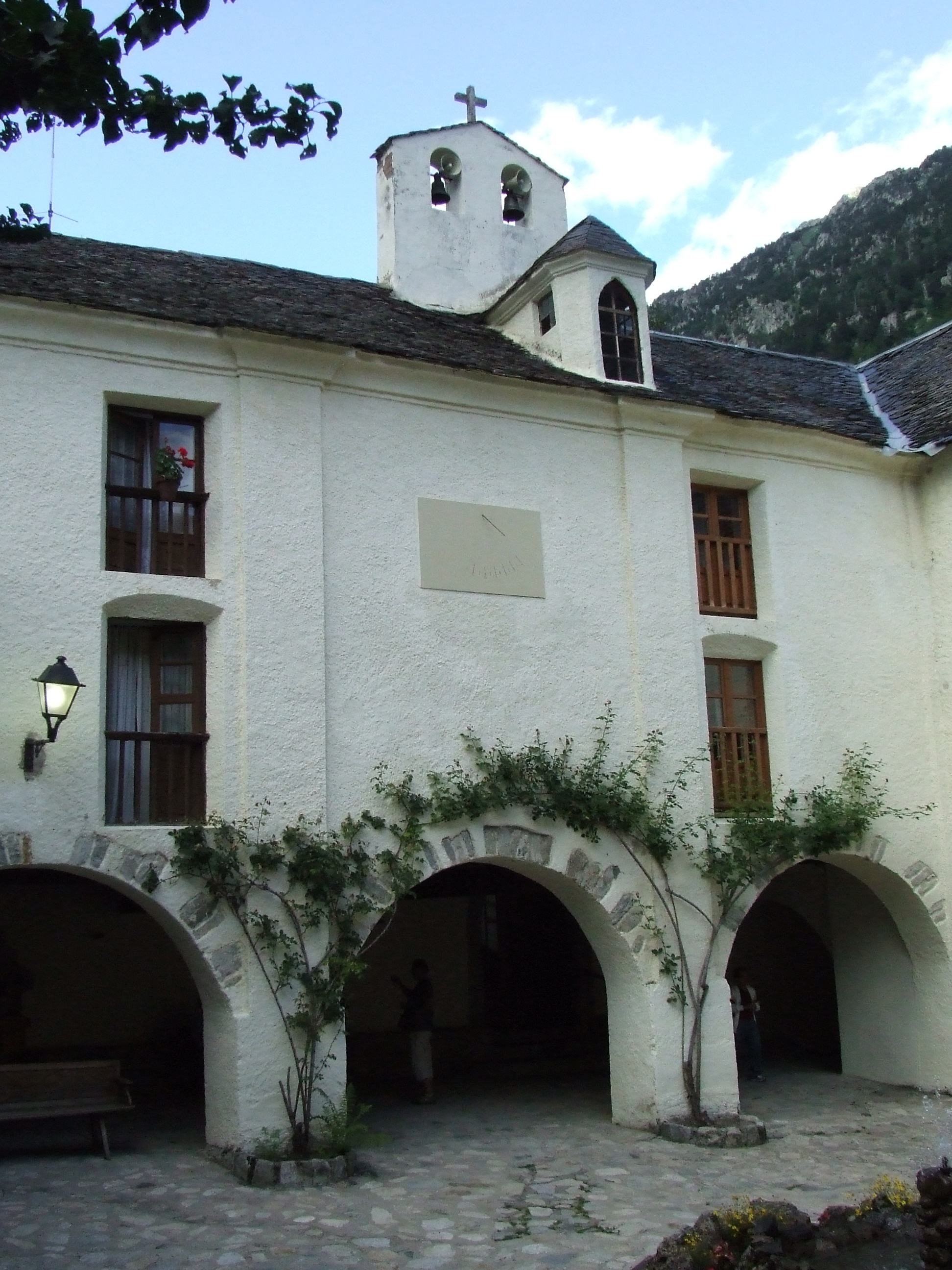
La caseria i santuari de Caldes de Boí
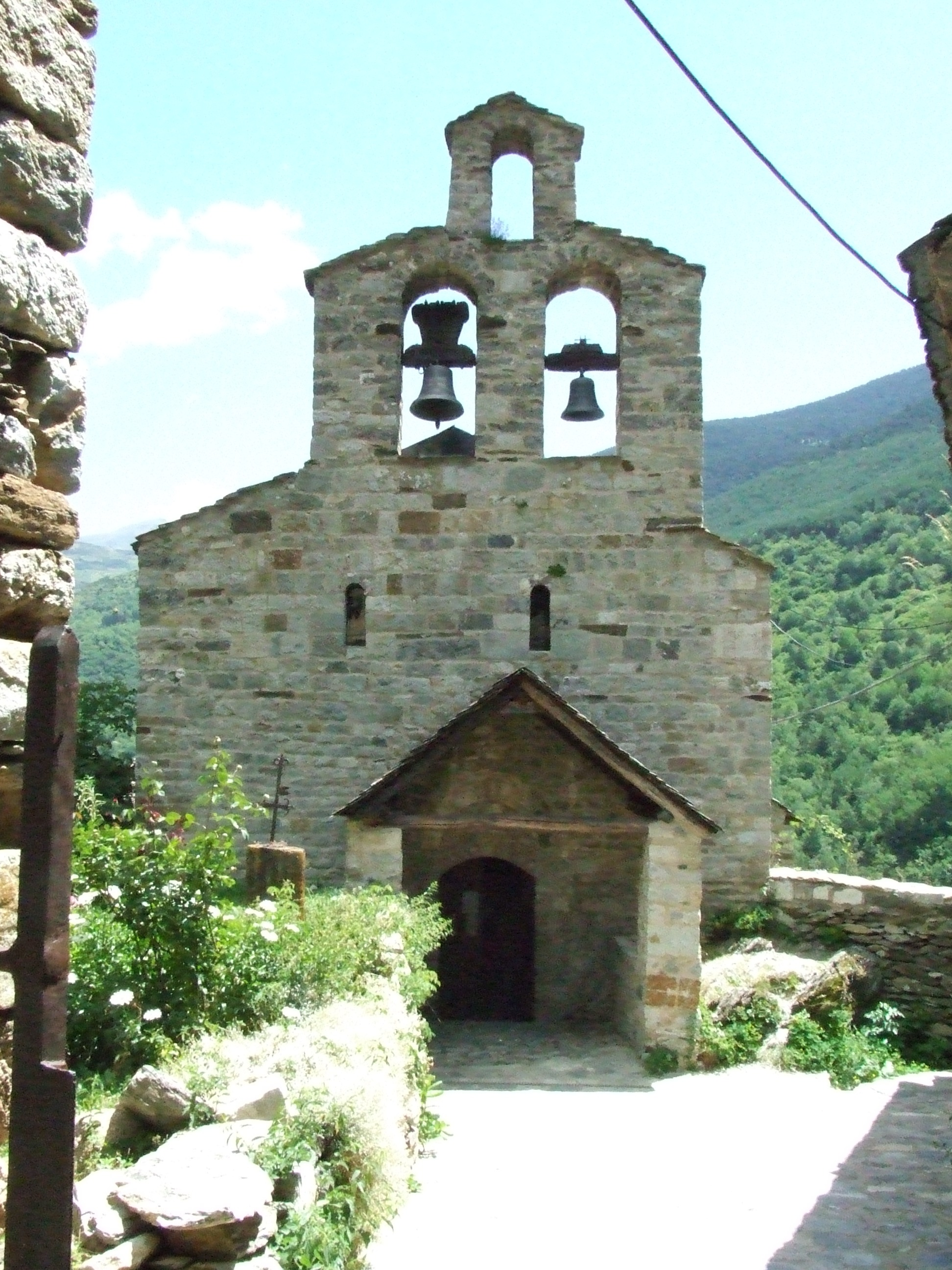
El poble de Cardet
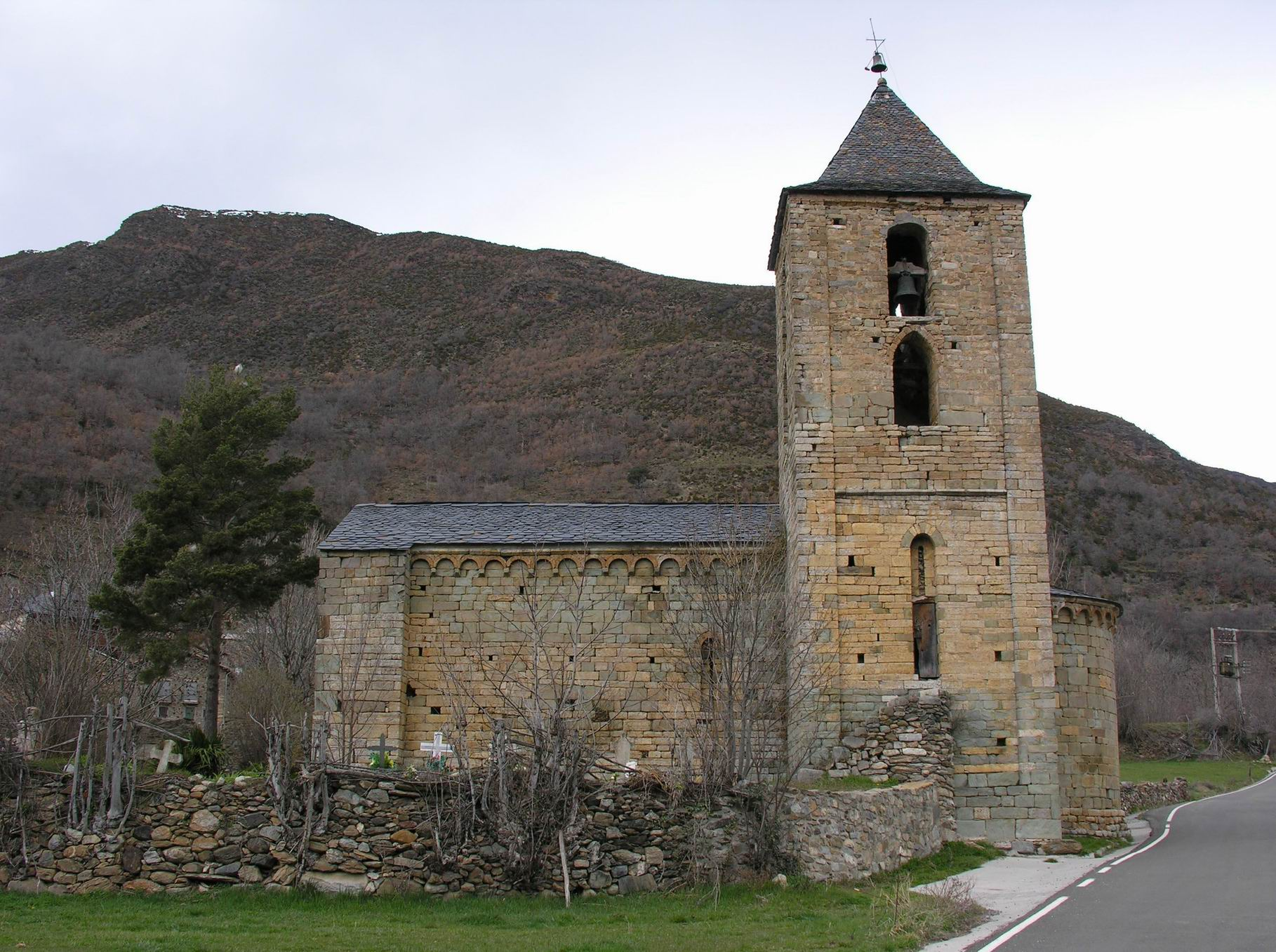
El poble de Cóll
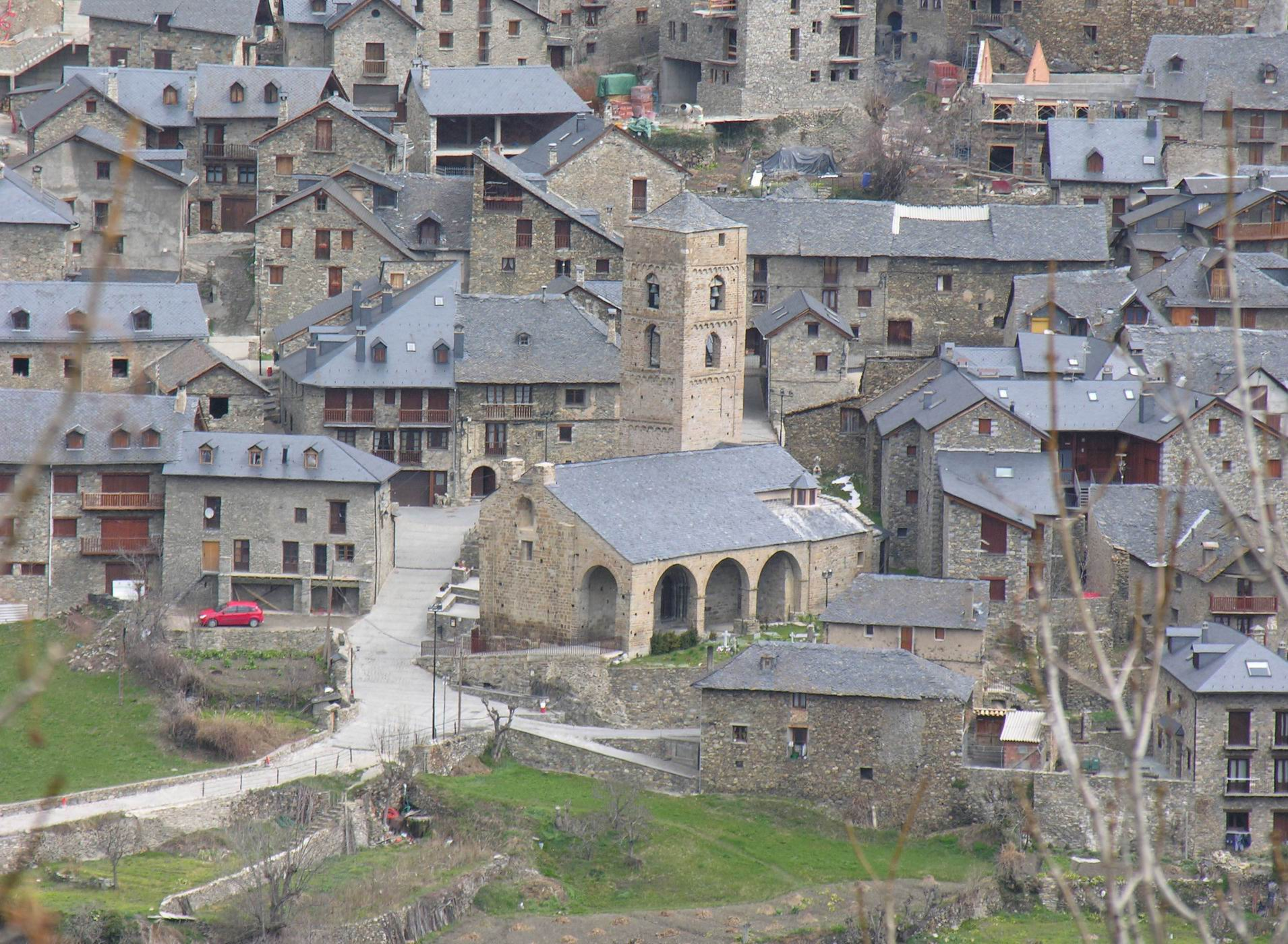
Durro
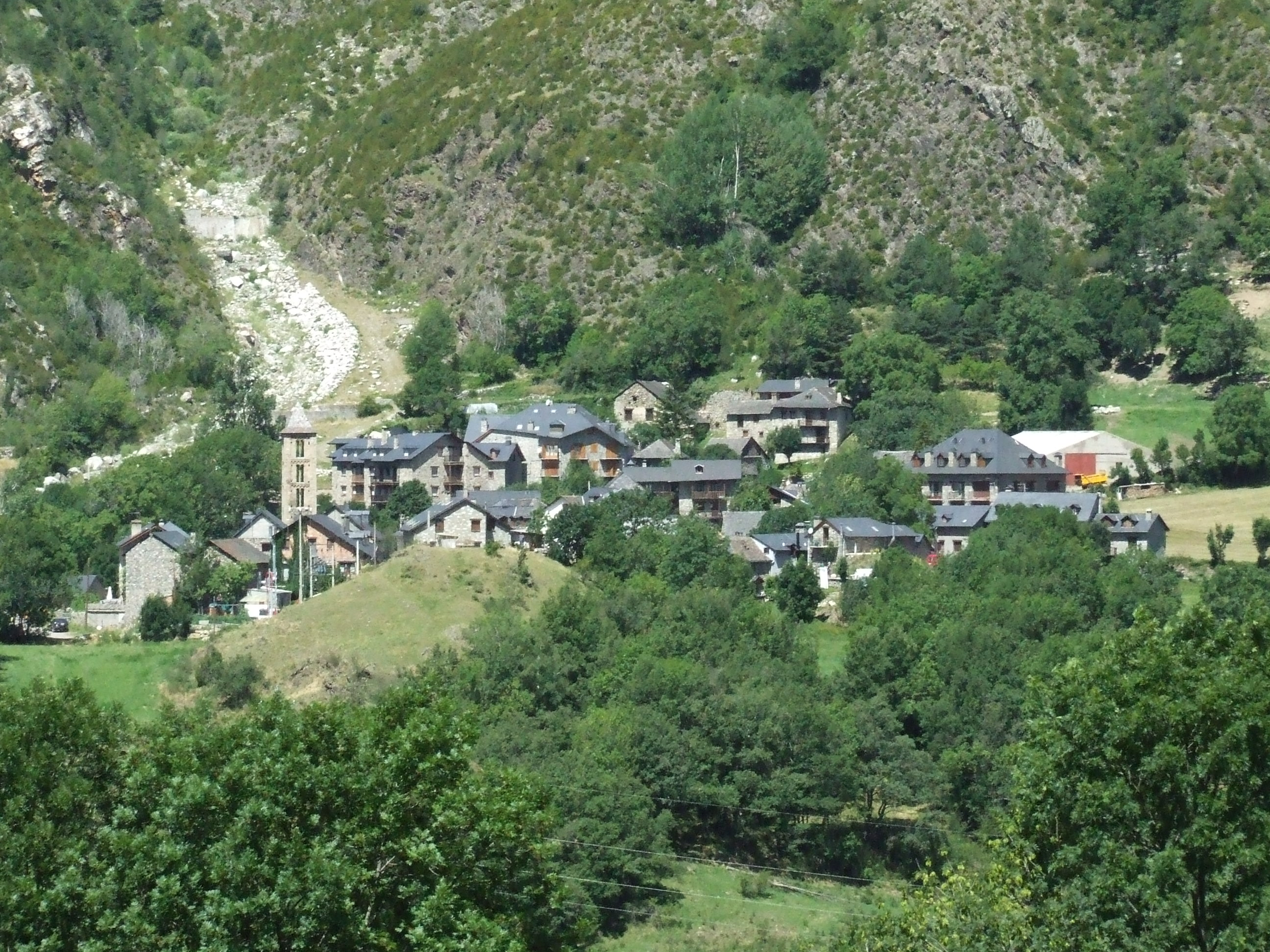
Erill la Vall
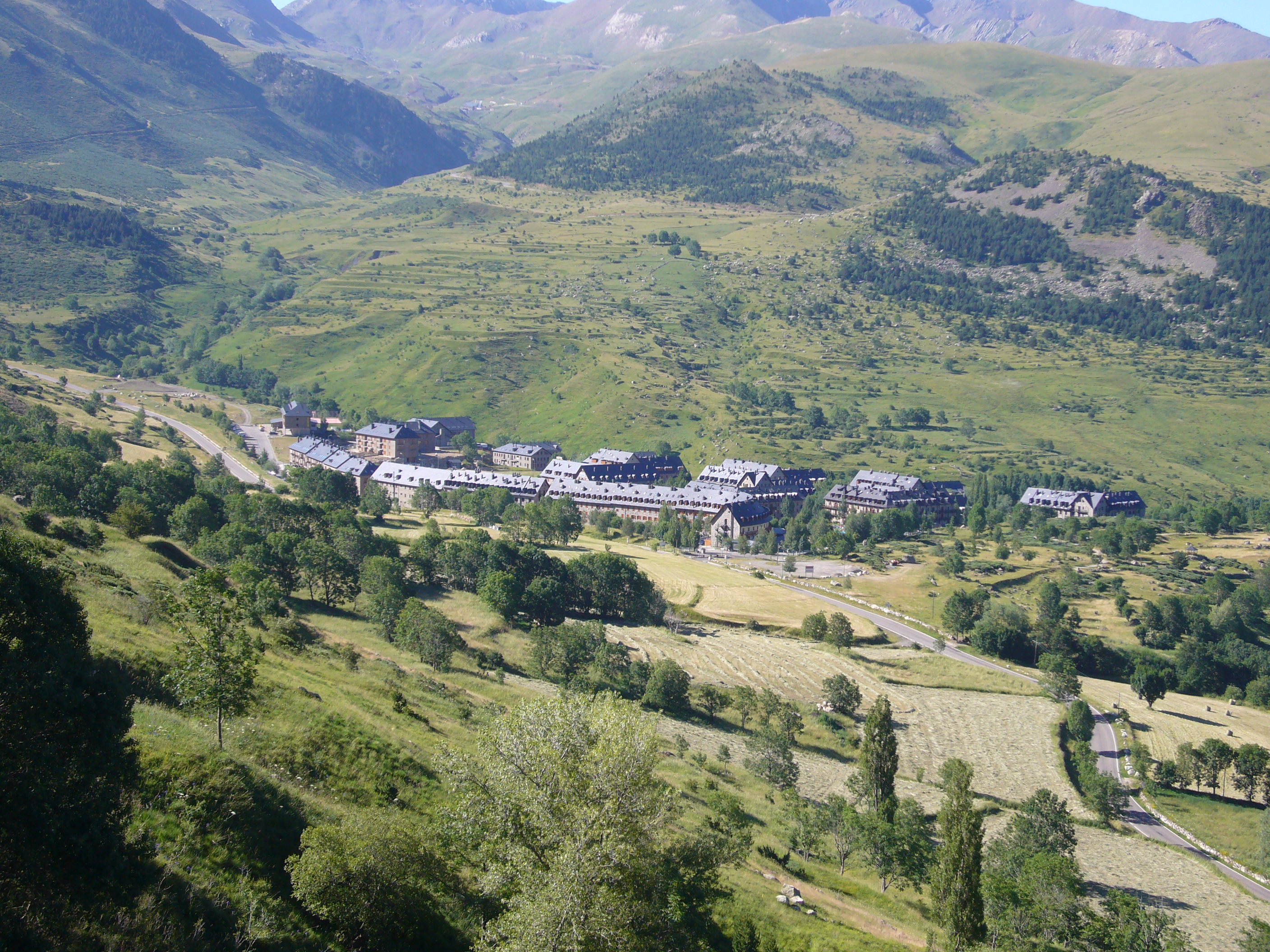
Pla de l'Ermita
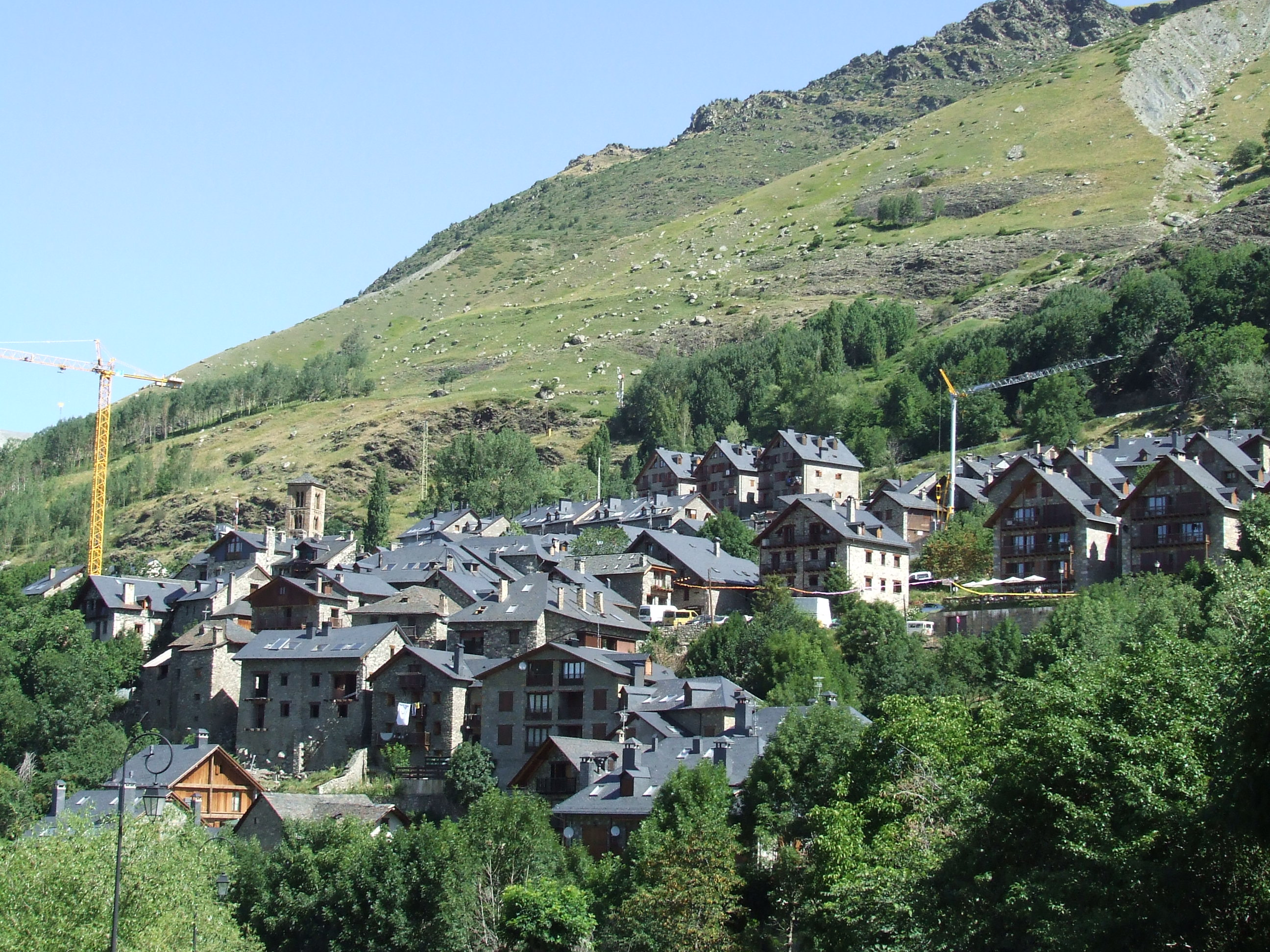
Taüll

## Història
L'alcaldessa és Sònia Bruguera Diego (ERC-AM) des del 2019.
L'any 2000, la UNESCO va declarar Patrimoni de la Humanitat el conjunt d'esglésies romàniques de la vall.

### Composició de l'Ajuntament

#### Alcaldes
| Període     | Alcalde o alcaldessa     | Partit polític                                                  | Data de possessió | Observacions |
| ----------- | ------------------------ | --------------------------------------------------------------- | ----------------- | ------------ |
| 1979–1983   | Antoni Palacín Farrero   | Unió Democràtica Progressista de la Vall de Boí                 | 29/04/1979        | --           |
| 1983–1987   | Francesc Jordana Farrero | Agrupació d'Electors Demòcrates Progressistes de la Vall de Boí | 24/05/1983        | --           |
| 1987–1991   | Carles Muñoz Noray       | Grup Independents de la Vall de Boí                             | 21/07/1987        | --           |
| 1991–1995   | Andreu Fantova Farré     | Convergència i Unió                                             | 15/06/1991        | --           |
| 1995–1999   | Joan Perelada Ramon      | Agrupació d'Independents Vall de Boí                            | 17/06/1995        | --           |
| 1999–2003   | Joan Perelada Ramon      | Convergència i Unió                                             | 03/07/1999        | --           |
| 2003–2007   | Joan Perelada Ramon      | Convergència i Unió                                             | 14/06/2003        | --           |
| 2007–2011   | Joan Perelada Ramon      | Independents per la Vall de Boí-Progrés Municipal               | 19/06/2007        | --           |
| 2011–2015   | Joan Perelada Ramon      | Independents per la Vall de Boí-Progrés Municipal               | 11/06/2011        | --           |
| 2015–2019   | Joan Perelada Ramon      | Independents per la Vall de Boí                                 | 13/06/2015        | --           |
| 2019-2023   | Sònia Bruguera Diego     | Esquerra Republicana de Catalunya-Acord Municipal               | 15/06/2019        | --           |
| Des de 2023 | Sònia Bruguera Diego     | Per la Vall-Acord Municipal                                     | 17/06/2023        | --           |

#### Regidors
Des de les primeres eleccions municipals democràtiques, el 1979, l'Ajuntament del Pont de Suert ha tingut els regidors següents: Ramon Aixelà Vila, Josep Maria Badia Duat, Daniel Badia Lloan, Rubèn Bardají Cazorla, José Bardají Guillén, Francisco Javier Bisén Noray, Josep Bringué Riba, Gerard Castellarnau Plaza, Josep Espot Durano, Andreu Fantova i Farré, Carlos Fantova Palacín, Maria Carme Farré Jordana, Laura Farrero Garcia, Josep Lluís Farrero Moyes, Ramon Feixa Aguilar, Sergio Fondevila Delgado, Juan Fondevila Rucherat, Sebastià Gallart Solà, Esther Isús i Font, Francesc Jordana Farrero, Enric Llovet Borrell, Manel Marsol Fierro, Josep Antoni Mentuy Freixa, Carles Muñoz Noray, Josep Orteu Riba, Antonio Palacín Farrero, Josep Maria Peguera Guardeño, Rosa Peguera Guardeño, Josep Peguera Joaniquet, Joan Perelada i Ramon, Josep Tomàs Peremartí Borrell, Lluís Pifarré Vidal, Teresa Pujol Batlles, Meritxell Ramon Bisèn, Juan Ramón Bohil, Román Señís García, José Señís Sonali, Aurora Subirà Torrelles, Juan Turmo Badia, José Turmo Pifarré i Manel Visén Joaniquet.

#### Legislatura2023-2027
| Candidatura | Candidatura                                                 | Cap de llista             | Vots | Regidors | % vots |
| ----------- | ----------------------------------------------------------- | ------------------------- | ---- | -------- | ------ |
|             | Per la Vall-Acord Municipal                                 | Sònia Bruguera Diego      | 306  | 5        | 50,16  |
|             | Junts per la Vall de Boí - Compromís Municipal              | Josep Lluís Farrero Moyes | 199  | 3        | 32,62  |
|             | La Nostra Vall de Boí                                       | Ester Isús Font           | 75   | 1        | 12,29  |
|             | Partit dels Socialistes de Catalunya-Candidatura de Progrés | Tomasa Jiménez Frias      | 18   | 0        | 2,95   |
|             | Vot en blanc                                                |                           | 12   | -        | 1,95   |
|             | Vot nul                                                     |                           | 11   | -        | 1,77   |
| Total       | Total                                                       | 621                       | 621  | 9        |        |

### Demografia
| 1497 f | 1515 f | 1553 f | 1717 | 1787 | 1857  | 1877  | 1887  | 1900  | 1910  |
| ------ | ------ | ------ | ---- | ---- | ----- | ----- | ----- | ----- | ----- |
| 130    | 135    | 162    | 635  | 739  | 1.587 | 1.592 | 1.497 | 1.202 | 1.305 |

| 1920  | 1930  | 1940 | 1950  | 1960 | 1970 | 1981 | 1990 | 1992 | 1994 |
| ----- | ----- | ---- | ----- | ---- | ---- | ---- | ---- | ---- | ---- |
| 1.318 | 1.074 | 960  | 1.059 | 963  | 716  | 526  | 566  | 647  | 647  |

| 1996 | 1998 | 2000 | 2002 | 2004  | 2006  | 2008  | 2010  | 2012  | 2014 |
| ---- | ---- | ---- | ---- | ----- | ----- | ----- | ----- | ----- | ---- |
| 757  | 793  | 870  | 910  | 1.007 | 1.079 | 1.080 | 1.076 | 1.052 | 992  |

| 2016 | 2018  | 2020  | 2022  | 2024  | 2026 | 2028 | 2030 | 2032 | 2034 |
| ---- | ----- | ----- | ----- | ----- | ---- | ---- | ---- | ---- | ---- |
| -    | 1.022 | 1.019 | 1.090 | 1.116 | -    | -    | -    | -    | -    |

El 1787 incorpora Erill la Vall; el 1857, Boí, Cardet, Cóll, Saraís i Taüll; i el 1965, Durro. Les dades estan homogeneïtzades amb la suma dels antics municipis.

### Municipis agermanats
- Montanera (Província de Cuneo),  (Itàlia) (des del 2005)

## Llocs d'interès

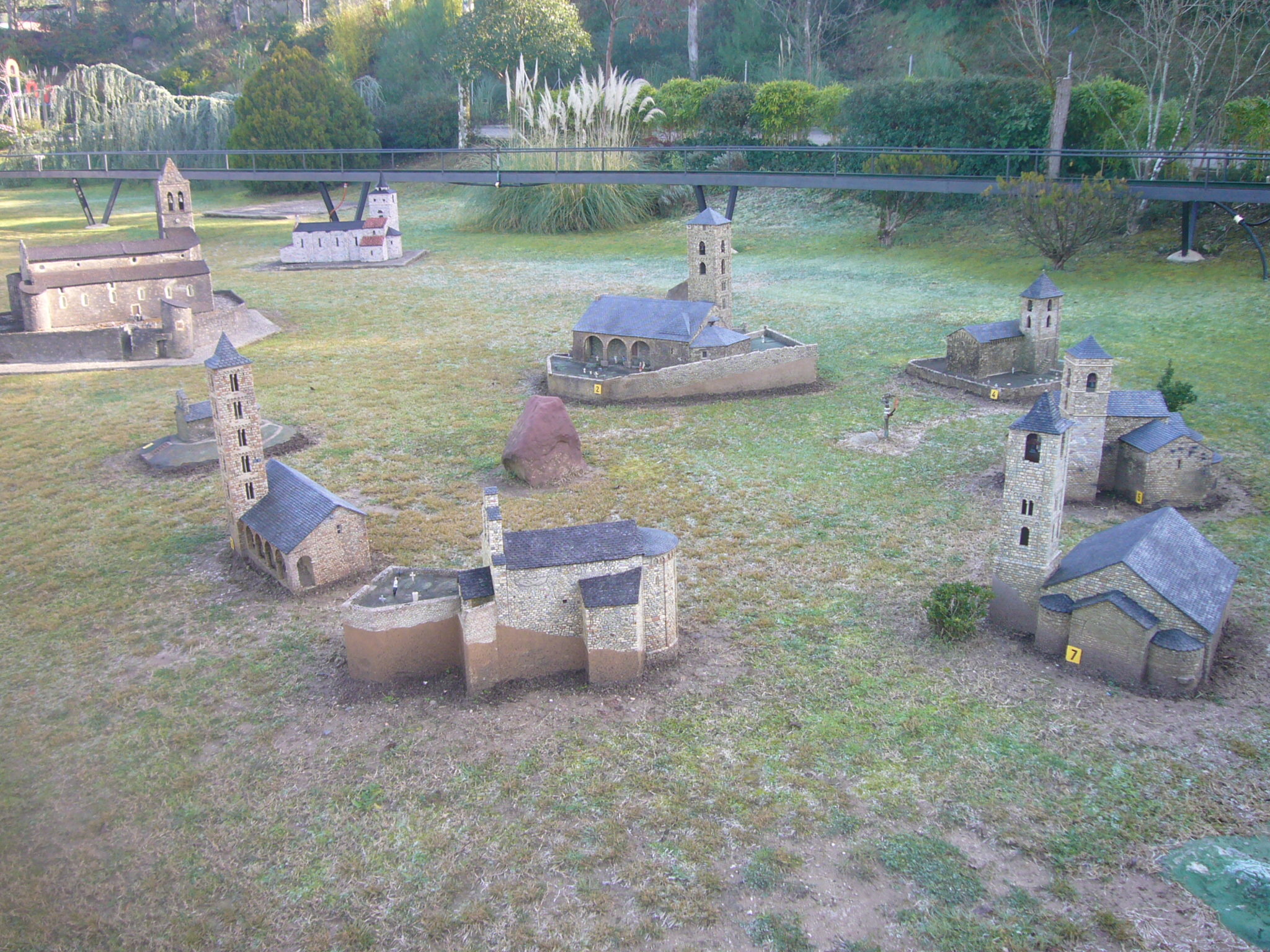
Maqueta a Catalunya en Miniatura de les esglésies de la Vall de Boí

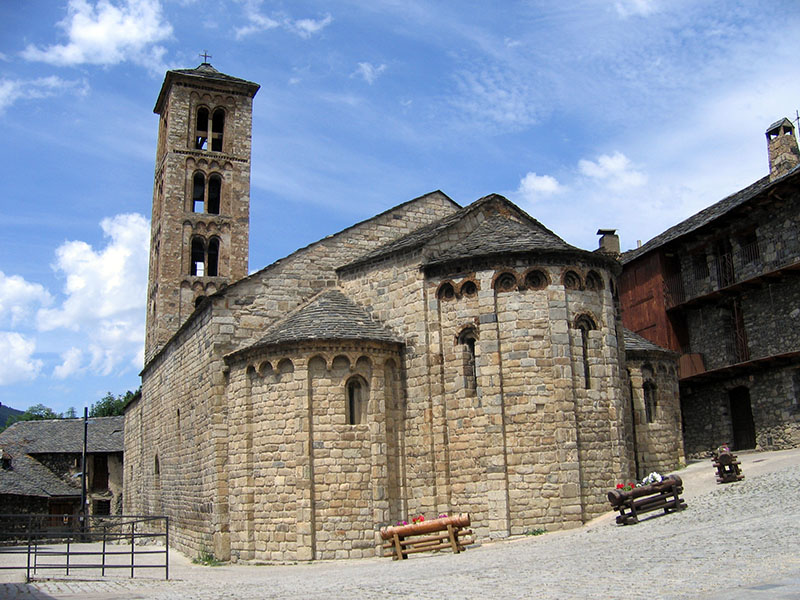
Església de Santa Maria de Taüll

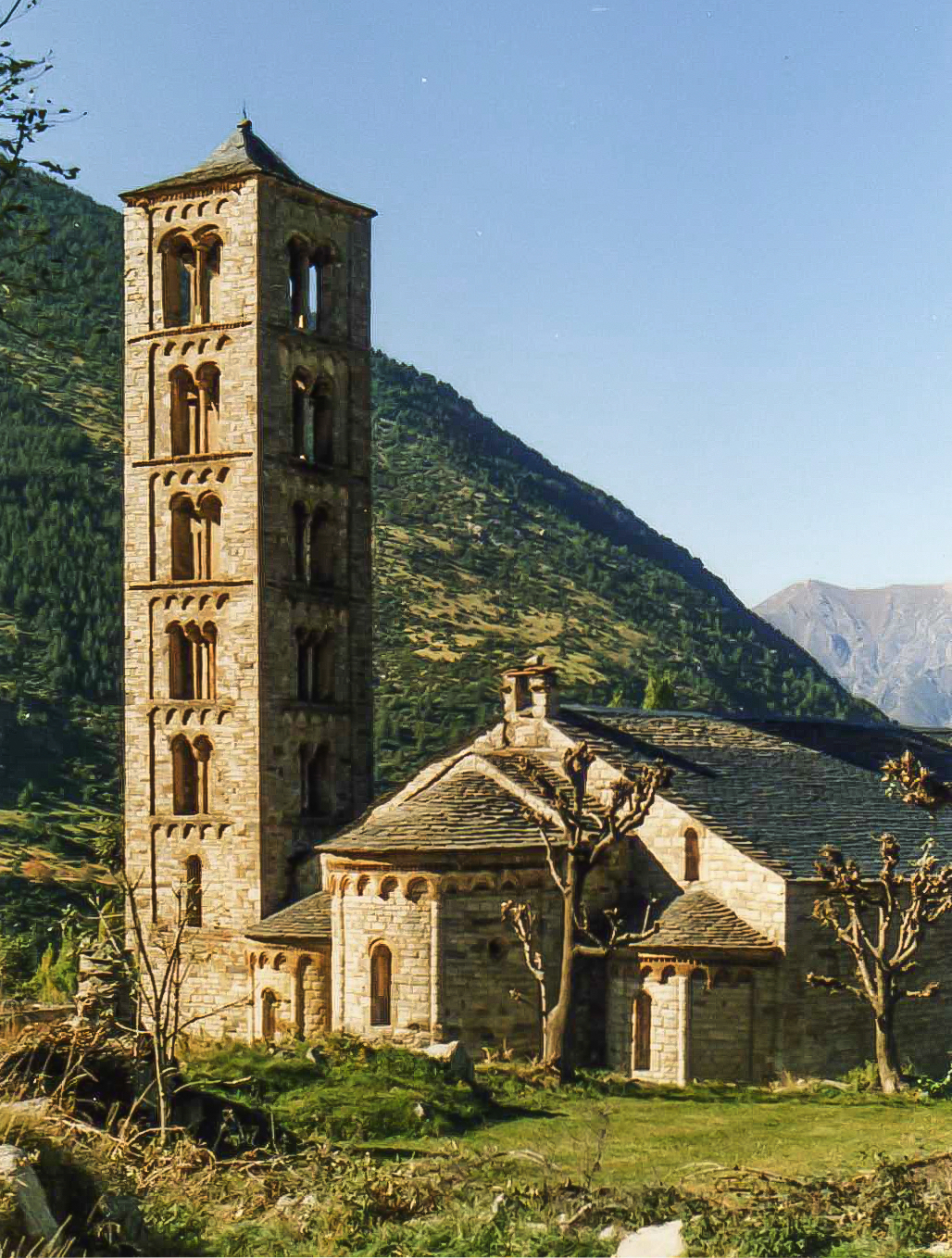
Església de Sant Climent de Taüll

Tot el romànic del municipi ha estat declarat Patrimoni de la Humanitat per la UNESCO. Per tant, cada poble i cada església té els seus llocs específics. Podeu veure'n el llistat a l'article de cadascun dels dos antics municipis.

### Històric
- Església romànica de Sant Feliu de Barruera
- Església romànica de Sant Salvador de Barruera
- Església romànica de Santa Maria de Cardet
- Església romànica de Santa Maria de Cóll
- Església romànica de la Nativitat de Durro
- Església romànica de Sant Quirc de Durro
- Església romànica de Sant Llorenç de Saraís
- Església romànica de Santa Eulàlia d'Erill la Vall
- Església romànica de Sant Cristòfol d'Erill la Vall
- Església romànica de Sant Joan de Boí
- Església romànica de Sant Pere de Boí
- Església romànica de Santa Maria de Taüll
- Església romànica de Sant Climent de Taüll
- Església romànica de Sant Martí de Taüll
- Església romànica de Sant Quirc de Taüll
- Hàbitat medieval pastoral de les Costes
- Fragment de taula pintada de Boí
- Mare de Déu de Caldes
- Mare de Déu d'un davallament de Taüll
- Mares de Déu de Taüll (una d'existent i una de desapareguda)
- Plafons de fusta de Taüll

#### Paisatgístic
- Parc Nacional d'Aigüestortes i Estany de Sant Maurici.[1]
- Paisatges de la Vall de Boí des de tots els seus pobles i indrets destacats.
- Cap des Creuetes.
- Barranquet de Remordí
- Serrat de la Corda, amb una elevació màxima de 2.791 metres (Tuc des Carants).
- El Serrat dels Hortons és un serrat situat a la part nord del municipi a l'antic terme de Barruera. S'estén des de l'est fins al nord-est del Pla de l'Ermita, i, de fet, és el contrafort meridional del Tuc de la Comamarja, que n'és el punt culminant.[4][5]
- El Serrat del Forat Negre és una serrat que es troba dins de la zona perifèrica del Parc Nacional d'Aigüestortes i Estany de Sant Maurici. Puja des del Barranc del Port de Rus, direcció nord-est, cap a l'Estany del Pessó d'Amont; flanquejant per l'est el Barranc del Pessó. La selva alçada varia entre els 2.275 i 2.608 metres.

## Activitat econòmica
L'activitat econòmica tradicional estava basada en la ramaderia i la silvicultura, però en els darrers vint-i-cinc anys és el turisme el que ha esdevingut no tan sols la principal activitat econòmica de la vall, sinó fins i tot el seu principal agent transformador.
El 38% del terme municipal són boscos, explotats per l'estat la major part (unes 6.000 hectàrees), i per particulars la resta. S'hi produeixen en total uns 960 m³ l'any, de tota manera encara insuficients per al consum local. En la resta d'activitats agrícoles, hi ha poc regadiu, per a ús local i prou, i unes extensions petites, però significatives en altres productes: 50 ha. de farratge, 10 de patates, 10 més de llegums, tot al secà. La majoria es conrea en règim de propietat, però un 10% ho és per lloguer.
La ramaderia era un altre sector important, però també en franc descens. Als anys vuitanta, del segle xx, hi havia uns 14.300 caps d'ovins i uns 1.500 de boví, però actualment estan en plena recessió. També hi havia presència de cavalls i eugues, que també ha disminuït molt darrerament.
Una mica d'indústria és present al terme: una planta embotelladora, algunes empreses dedicades a la construcció, serradora, fusteries i pastisseries; però l'activitat industrial més rellevant és la hidroelèctrica, amb presència de diverses centrals: la de Boí, acabada el 1956, que produeix 16.000 kW, la de Caldes de Boí i Pantà de Cavallers, del 1958 (central subterrània situada a la Farga), que en produeix 32.640. Encara n'hi havia una altra de projectada, la de Travessani, que ara per ara encara no s'ha construït. El projecte preveia que produís 88.000 kW.
Ara bé, actualment l'activitat que passa per damunt de les altres és la derivada del turisme, amplament desenvolupada com es pot veure a l'apartat de Serveis turístics.

## Serveis turístics

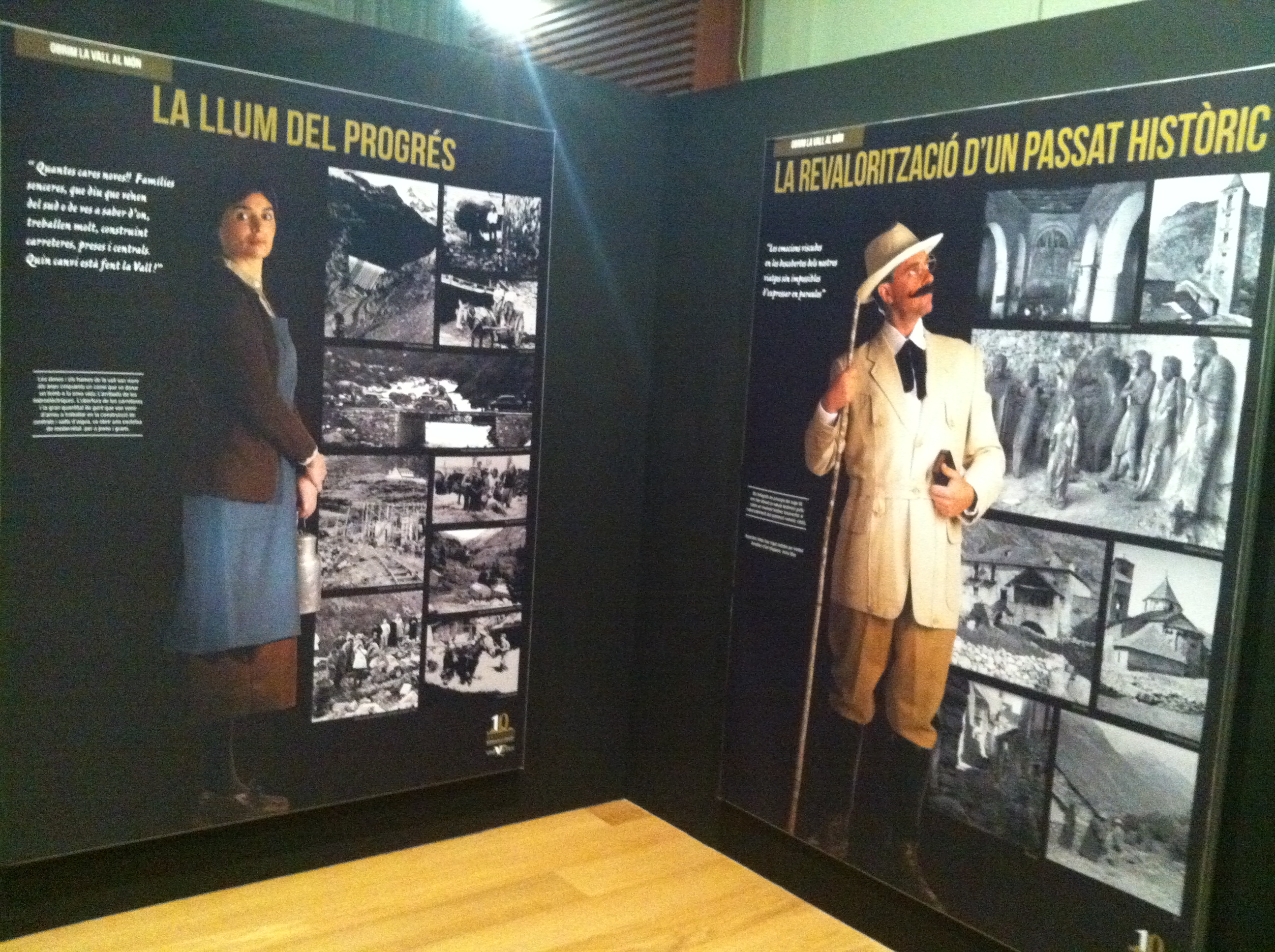
Durant la tardor de 2011 es va celebrar una exposició sobre la Vall de Boí al Palau Robert de Barcelona.

En primer lloc, cal esmentar els serveis de cara al turisme derivats de la declaració de les esglésies romàniques de la Vall de Boí per la UNESCO. Arran d'aquesta declaració, s'ha construït un Centre d'interpretació del romànic a Erill la Vall, que ofereix una visita amb modalitat de lliure i guiada a la totalitat de les esglésies incloses en el catàleg. És una de les visites més recomanables del municipi i de la comarca. Destaca la certificació del Segell de Destinació de Turisme Familiar atorgada per l'Agència Catalana de Turisme.
L'oferta turística en el municipi de la Vall de Boí és ampla i variada. A més, es desdobla en campanya d'hivern, enfocada de cara a l'esquí, i d'estiu, enfocada de cara a la muntanya i al turisme familiar de vacances.
Hi ha el Centre del Romànic, l'estació d'esquí de Boí Taüll Resort i el Balneari de Caldes de Boí.
La llista d'establiments d'allotjament és ampla:
Hotels i pensions:
- Barruera: Hotel Farré d'Avall, Pensió Noray
- Boí: Hotel Pey, Pensió Fondevila, Pensió Pascual
- Caldes de Boí: Hotel Caldes, Hotel Manantial
- Cóll: Casa Peiró
- Erill la Vall: Hostal la Plaça, Pensió l'Aüt, Pensió Pernalle
- Pla de l'Ermita: Hotel Boí Taüll Resort, Hotel Petit Muntanyó, Hotel Romànic, Hotel Taüll, Pensió el Bouquet, Residencial la Solana, SNÖ Vall de Boí
- Taüll: Hostal rural Santa Maria, Hotel rural el Xalet de Taüll, Hotel el Rantiner, La Bordeta, Pensió la Coma, Pensió Montiberri, Pensió Sant Climent.

Pel que fa a residències de turisme rural, es poden trobar:
- Barruera: Casa Carlà, Casa Casanova, Casa Coll, Casa Comella, Casa Joan, Casa l'Hortal, Casa Milagros, Casa Pubill
- Boí: Casa Escuder, Casa Marco, Casa Martí, Casa Tenda
- Les Cabanasses: Casa Cabanasses
- Cardet: Casa Ferrer, Casa Torallola I, Casa Torallola II
- Durro: Casa Garbot, Casa Siscarri, Casa Ponç, Casa Xanet, Casa Xoquín I, Casa Xoquín II
- Erill la Vall: Casa Antonieta, Casa Ferro, Casa l'Era de Ferro, Casa Pernalle
- Saraís: Casa Arnalló
- Taüll: Casa Baró, Casa Casolà, Casa Corral, Casa Moliner, Casa Moneny, Casa Plano Minguero, Casa Valentí, Casa Xep.

Pel que fa a apartaments turístics i aparthotels:
- Barruera: Alta Muntanya, Apartaments l'Era de Baix
- Boí: Apartaments la Peguera, Els Arenys,
- Pla de l'Ermita: Apartaments la Solana, Apartaments Pleta Bona, Aparthotel Augusta, Residencial la Solana
- Taüll: Apartaments Petic Saüc.

D'albergs i cases de colònies, a Erill la Vall hi ha la Borda Vidal. Pel que fa a campaments juvenils, hi ha el del Parc d'interpretació ambiental de Toirigo, a les portes del Parc Nacional d'Aigüestortes i Estany de Sant Maurici, i de càmpings oberts, un a Barruera (Boneta) i un a Taüll (Taüll).
Cenyint-se a la restauració, a part dels establiments anteriors que també tenen servei de restaurant obert al públic en general, podem trobar:
- Barruera: Bar cafeteria tapas i Bar musical Espai l'Era, Ferrer d'Avall, La Llebreta,
- Boí: La Cabana, Ca la Pepa, Pizzeria Casós, La Taverneta
- Durro: Xoquín
- Erill la Vall: La Granja
- Pla de l'Ermita: Asador Sidreria Karpanta, El Residencial, L'Ermitatge, Sant Quirze, Self-service Aramís
- Taüll: El Caliu, El Fai, Llesqueria l'Empriu, Mallador, Sant Climent, Sedona

A més, cal comptar amb establiments semblants a diversos pobles del voltant, dins del terme del Pont de Suert, sobretot.
Finalment, caldria destacar tot d'establiments dedicats a l'explotació turística de l'esquí i de la muntanya, des de botigues d'esports, a empreses dedicades a l'ensenyament de l'esquí o a la promoció dels esports d'aventura.

## Comunicacions
Dues són, oficialment, les carreteres que discorren per l'antic terme de Barruera: la L-500 (N-230/N-260, al Pont de Suert - Caldes de Boí), i la L-501 (L-500, a la Vall de Boí - Taüll). Aquesta darrera surt de la primera a un quilòmetre al nord del trencall d'Erill la Vall i ha estat modernament allargada fins al Pla de l'Ermita.
A través d'aquestes carreteres, Barruera, el cap de municipi, dista 13,7 quilòmetres del Pont de Suert, cap de la comarca, 49,5 de Vielha, 52,5 de la Pobla de Segur, 64,5 de Tremp, cap del partit judicial, 70,8 de Benavarri, 74,7 de Sort i 127 de la Seu d'Urgell, cap del bisbat al qual pertany.
Les distàncies del cap de municipi als pobles que el formaven eren les següents: 5,4 a Boí, 7,5 a Caldes de Boí, 3 a Cardet, 7 a Cóll, 3,5 a Durro, 4 a Erill la Vall, 9,5 al Pla de l'Ermita, 5,2 a Saraís i 8,2 a Taüll.
Pel que fa a transport públic, dues línies relliguen la Vall de Boí amb la resta de Catalunya. Una d'elles és la línia que s'inicia a Taüll i per Barruera i el Pont de Suert, puja cap a Vilaller i Vielha. Un servei al dia en cada direcció, però amb la característica que el de tornada es queda a Barruera, no arriba a Taüll, que és on s'inicia el primer servei.
L'altra és una línia que relliga Caldes de Boí amb el Pont de Suert, recorrent tota la vall de Boí. L'agost del 2009 no estaven disponibles els seus horaris.

## Festes i tradicions
Una de les tradicions de més arrel a tota la vall són les falles. Procedent d'una antiga tradició precristiana, de culte al sol, al foc i a les forces de la natura, la forma actual (documentada des de fa més de cent anys) és la baixada de les falles de la muntanya: els joves del poble, però també de no tan joves, baixen corrent des de la muntanya, on han encès la falla: un feix de llenya lligat de tal manera que es pugui portar encès sobre l'espatlla, amb el foc darrere. Antigament se celebrava per sant Joan, però actualment cada poble ha anat adaptant el calendari de les falles als seus interessos festius particulars. De tota manera, es fan totes entre sant Joan (24 de juny) i sant Jaume (25 de juliol).